# Marina Mazzei
Marina Mazzei (* 18. Mai 1955 in Foggia; † 1. August 2004 ebenda) war eine italienische Klassische Archäologin. Sie war eng mit der Erforschung des antiken Apuliens, insbesondere Dauniens, verbunden.

## Leben und Leistungen
Marina Mazzei studierte an der Universität La Sapienza in Rom Klassische Archäologie. 1985 ging sie in den Staatsdienst und wurde Direktorin der Zweigstelle Foggia der Soprintendenza per i Beni Archeologici della Puglia und damit die regional leitende staatliche Archäologin. Neben den zu dieser Position gehörenden Verwaltungsaufgaben widmete sich Mazzei der Forschung und organisatorischen Fragen. So leitete sie die Neuaufstellung und die Erarbeitung des neuen didaktischen Konzeptes für das Archäologische Nationalmuseum im Stauferkastell von Manfredonia, das sie seit 1993 leitete, und regte die Einrichtung eines Archäologischen Parks in Arpi an; Letzteres konnte sie nicht mehr zu Ende bringen. Sie organisierte Ausstellungen, Tagungen und ließ ein Restaurierungslabor und ein Studienzentrum in Foggia einrichten. Obwohl schon schwer erkrankt, setzte sie ihre Arbeit bis wenige Tage vor ihrem frühen Tod im Alter von 49 Jahren fort.
Als Wissenschaftlerin beschäftigte sich Mazzei insbesondere mit der vorrömischen Zeit in Daunien. Sie forschte zu den verschiedensten Denkmalen und Themenbereichen und bearbeitete verschiedene Fundkomplexe, was sich in einer größeren Zahl an Publikationen niedergeschlagen hat. Unter ihren etwa 230 Veröffentlichungen waren auch acht Monografien. Weitere Veröffentlichungen erfolgten posthum aufgrund von Mazzeis Vorarbeiten. Neben den üblichen Rettungsgrabungen leitete sie auch eine Zahl von Ausgrabungen in Mattinata, Siponto, Lucera und insbesondere in den Nekropolen von Arpi, wo sie beispielsweise die Tomba della Medusa fand. Sie konnte auch andere Wissenschaftler für die Erforschung ihrer Heimatregion begeistern und förderte auch internationale, nicht zuletzt auch deutsche, Archäologen bei deren Arbeit. Das schlug sich beispielsweise 1996 in der Ernennung zum korrespondierenden Mitglied des Deutschen Archäologischen Instituts nieder. Zudem war sie Mitglied der Società di Storia Patria per la Puglia. Ein besonderes Engagement zeigte Mazzei beim Einsatz gegen Raubgräber. Die maßgeblich von ihr und Daniel Graepler gestaltete Ausstellung Fundort: unbekannt. Raubgrabungen zerstören das archäologische Erbe wurde 1993 auch in Deutschland gezeigt. Seit 1993 war sie die verantwortliche Kontaktperson ihrer Soprintendenza zur entsprechenden Abteilung der Carabinieri. 2008 wurde ihr zu Ehren ein Studentenwohnheim der Università degli Studi di Foggia nach ihr benannt. 2022 wurde ihr posthum der Premio Umberto Zanotti Bianco verliehen.

## Publikationen (Auswahl)
- La Daunia Antica. Dalla preistoria all’altomedioevo. Electa, Mailand 1984.
- mit Daniel Graepler: Fundort: unbekannt. Raubgrabungen zerstören das archäologische Erbe. Eine Dokumentation. Daniel Graepler c/o Archäologischen Institut der Ruprecht-Karls-Universität Heidelberg, Heidelberg 1993.
- Bovino. Studi per la storia della città. La collezione museale. Tarent 1994.
- mit Nunzio Tomaiuoli und Ginevra D’Onofrio: Manfredonia Castello. Claudio Grenzi Editore, Foggia 1995, ISBN 88-8431-002-4.
- Arpi. L’Ipogeo della Medusa. Edipuglia/Banca del Monte di Foggia, Bari/Foggia 1995, ISBN 8872281504.
- Siponto antica. Claudio Grenzi Editore, Foggia 1999, ISBN 88-8431-024-5.
- mit Maria Leonarda Notarangelo: Documenti per lo studio di Siponto antica. Claudio Grenzi Editore, Foggia 1999, ISBN 88-8431-025-3.
- L’oro della Daunia. Storia delle scoperte archeologiche. La provincia di Foggia. Claudio Grenzi Editore, Foggia 2002, ISBN 88-8431-062-8.
- Passeggiate archeologiche. Claudio Grenzi Editore, Foggia 2004, ISBN 88-8431-148-9.
- mit Anna Maria Tunzi Sisto: Gargano antico. Testimonianze archeologiche dalla preistoria al tardoantico. Claudio Grenzi Editore, Foggia 2006, ISBN 978-88-8431-205-1.
- Nella Daunia antica. Passeggiate archeologiche in provincia di Foggia. Claudio Grenzi Editore, Foggia 2006, ISBN 88-8431-149-7.
- I Dauni. Archeologia dal XI al V secolo a.C. Claudio Grenzi Editore, Foggia 2010, ISBN 978-88-8431-391-1.
- mit Claude Pouzadoux und Saverio Russo: I Dauni. Archeologia dal IV al I secolo a.C.  Claudio Grenzi Editore, Foggia 2015, ISBN 978-88-8431-612-7.
- mit Marisa Corrente: La Daunia antica al femminile. Claudio Grenzi Editore, Foggia 2020, ISBN 978-88-8431-761-2.